# Arimmatta
Arimmatta (hethitisch: URUa-ri-im-ma-at-ta) war ein hethitischer Grenzort zwischen Tarḫundašša und Pedašša.
Im Ulmi-Teššub-Vertrag, der die Grenze zwischen Tarḫundašša und dem Hethiterreich regelt, werden als ein Grenzpunkt die dKASKAL.KURMEŠ der Stad Arimmatta angegeben, wobei die Stadt Arimmatta selbst zum Land Pedašša gehört. Die Bedeutung von dKASKAL.KUR ist unsicher und geht von „unterirdischer Wasserlauf“, was in etwa einem türkischen düden (Ponor) entsprechen kann, bis „Bergpass“. Sollte es hier ein Gewässer bezeichnen, könnte das hethitische Quellheiligtum von Eflatunpınar als Grenzort in Frage kommen.
Der Ortsname Arimmatta könnte bis ins Mittelalter überlebt haben. Eine altgriechische Inschrift aus Adaköy, welches am südwestlichen Ufer des Beyşehir-Sees liegt, zeigt den Frauennamen Armatazissa (Αρματαζισσα), das von einem Ortsnamen *Armata" abgeleitet sein könnte. Weiter östlich lag vermutlich die mittelalterliche Festung Armāṭūsūn, wo im Jahre 1291 die Seldschuken die Türken besiegten.